# Туканы
Тука́ны, или перцеяды (лат. Ramphastos), — род птиц из подсемейства Ramphastinae семейства тукановых. Включает в себя 11 видов. Все они обитают в тропических лесах Центральной и Южной Америки. Питаются фруктами.

## Классификация
В состав рода включают 8 видов:
- Ramphastos ambiguus Swainson, 1823 — Желтогорлый тукан
  - Ramphastos ambiguus abbreviatus Cabanis, 1862
  - Ramphastos ambiguus ambiguus Swainson, 1823
  - Ramphastos ambiguus swainsonii Gould, 1833
- Ramphastos brevis Meyer de Schauensee, 1945
- Ramphastos citreolaemus Gould, 1844 — Лимонногорлый тукан
- Ramphastos dicolorus Linnaeus, 1766 — Красногрудый тукан
- Ramphastos sulfuratus Lesson, 1830 — Радужный тукан
  - Ramphastos sulfuratus brevicarinatus Gould, 1854
  - Ramphastos sulfuratus sulfuratus Lesson, 1830
- Ramphastos toco Statius Muller, 1776 — Большой тукан
  - Ramphastos toco albogularis Cabanis, 1862
  - Ramphastos toco toco Statius Muller, 1776
- Ramphastos tucanus Linnaeus, 1758 — Белогрудый тукан
  - Ramphastos tucanus cuvieri Wagler, 1827
  - Ramphastos tucanus inca Gould, 1846
  - Ramphastos tucanus tucanus Linnaeus, 1758
- Ramphastos vitellinus Lichtenstein, 1823 — Тукан-ариель
  - Ramphastos vitellinus culminatus Gould, 1833
  - Ramphastos vitellinus vitellinus Lichtenstein, 1823
  - Ramphastos vitellinus ariel Vigors, 1826